# Grigory Shelikhov
Grigory Ivanovich Shelikhov (Shelekhov/Shelekov/Shelikof) (em russo:  Григорий Иванович Шелихов (Шелехов)) (Rylsk, 1747 – 20 de Julho de 1795 (31 de Julho de 1795 Novo calendário)) foi um marinheiro e mercador russo.

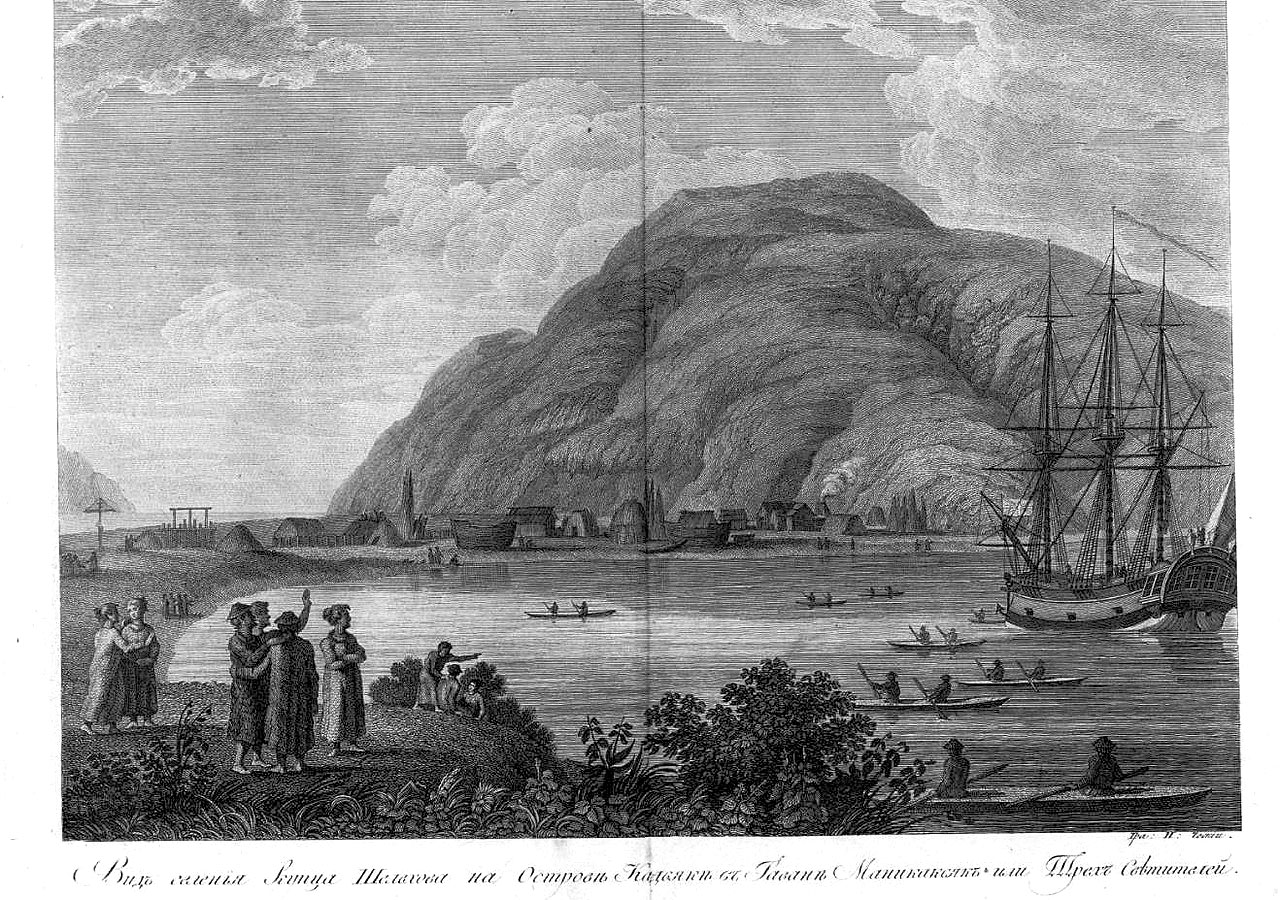
Uma povoação fundada por Grigory Shelikhov na ilha Kodiak.

Shelikhov organizou viagens comerciais de navios mercantes às ilhas Curilhas e ilhas Aleutas a partir de 1775. Em 1783–1786, liderou a expedição às costas da América Russa, durante as quais se fundaram povoações russas na América do Norte. Shelikhov foi um dos fundadores da Companhia Russo-Americana, oficialmente registada em 1799.
O seu nome foi dado ao golfo de Shelikhov no mar de Ocótsqui, e também a um estreito entre o Alasca e a ilha Kodiak e a cidade de Shelekhov no Oblast de Irkutsk na Rússia. Há uma estátua sua em Rylsk, onde nasceu.